# Мегама (цар ефталітів)
Мегама (Меям) (*χιγγιλο; д/н — бл. 490) — 2-й хушнаваз (верховний вождь) й магашахі (великий володар) імперії ефталітів і алхон-гунів в Траноксіані, Тохаристані й Гандхарі близько 480—494 років. Ймовірно у персів відомий як Кунха, у індусів — Мегавахана.

## Життєпис
Можливо був сином або іншим родичем хушнаваза Хінґіли I. Замолоду брав участь у військових походах останнього. 459 року відзначився під час боротьби Пероза за владу в Персії.
У 466—468 роках керував військовими кампаніями проти держави кідаритів в Тохаристані. Вслід за перемогою призначається кушаншахом захоплених володінь, але змушений був визнати зверхність Пероза.
Проте 470 року ефталіти вступили у протистояння з персами. Останнім було завдано рішучої поразки. Це дозволило Мегамі спрямувати зусилля на підкорення Гандхари. Відбуваються перші грабіжницькі походи до північної Індії. Проте зрештою зазнав поразки від Скандагупти.
У 480 році фактично перебрав владу в державі. Саме Мегама протистояв шахиншаху Перозу у війні 482—484 року. Зрештою останнього було переможено й вбито в битві біля Герату. Мегама увійшов далеко вглиб Персії, сплюндрувавши східні сатрапії останньої. Проте невдовзі уклав мирну угоду з новим шахиншахом Балашем.
У 488 році Мегама підтримав шахзаде Кавада, який повалив Балаша, в результаті Персія виявилася послабленою й не становила загрози ефталітам. В цей час після смерті Хінґіли I став одноосібним володарем.
Призначив небожа або онука Джавуху тегіном (молодшим ханом) в Гандхарі, а іншого родича Тораману в — Сакастані і Тохаристані. Також в землі в Трансоксіані і Фергані поставив керувати Адумана з роду ефталітів.